# Walker County, Georgia
Walker County är ett administrativt område i delstaten Georgia, USA, med 68 756 invånare. Den administrativa huvudorten (county seat) är LaFayette.

## Geografi
Enligt United States Census Bureau så har countyt en total area på 1 158 km². 1 157 km² av den arean är land och 1 km² är vatten.

### Angränsande countyn
- Hamilton County, Tennessee - nord
- Catoosa County, Georgia - nordost
- Whitfield County, Georgia - öst
- Gordon County, Georgia - sydost
- Floyd County, Georgia - syd
- Chattooga County, Georgia - syd
- DeKalb County, Alabama - sydväst
- Dade County, Georgia - väst